# Халима Бегом
Аламшах Халима Бегум (1460–1522) била је принцеза племенске конфедерације Ак Којунлу. Била је ћерка Узун Хасана и Теодоре Деспине Хатун и мајка шаха Исмаила I.

## Име
О њеном правом имену постоје различита мишљења. Можда је то било Халима, Халиме, Аламшах, Алемшах, Аламшах, Алемшах,  или Марта (за хришћанског аутора).

## Живот
Њен отац је био Узун Хасан владар Ак Којунлу, а њена мајка је била ћерка трапезунтског цара Јована IV од Трапезунта, Теодора Велика Комнин, такође позната као "Деспина Хатун". Нема поузданих података о првим годинама њеног живота. Године 1471. удала се за шеика Хајдара, сина њене тетке Хатиџе Хатун (сестре њеног оца) и шеика реда Сафавида. Имали су три сина, Али Мирзу Сафавија, Ибрахима и Исмаила I и четири ћерке.

## Породица
Шеик Хајдар и Халима Бегом су имали три сина и четири ћерке:
- Исмаил I (1487 - 1524). Први шах из династије Сафавид.
- Али Мирза Сафави († 1494). Био је претпоследњи поглавар Сафавидског реда.
- шеик Ибрахим.
- Факхр Џахан Ханум. Удала се за Бајрам бега Караманлуа.
- Мелек Ханум. Удала се за Абдалаха Кана Шамлуа.
- Ћерка која се удала за Хусеин бега Шамлуа.
- Ћерка која се удала за Шах Али Бега.